# Галактоза
Галакто́за — один з простих цукрів, моносахарид. Відрізняється від глюкози просторовим розташуванням водневої і гідроксильної груп в 4-го вуглецевого атома.
Міститься в тваринних і рослинних організмах, у тому числі в деяких мікроорганізмах. Входить до складу молочного цукру. При окисненні утворює галактонову, галактуронову та слизову кислоти.